# Igor (专辑)
《Igor》是美国说唱歌手造物主泰勒的第五张录音室专辑，2019年5月17日通过哥伦比亚唱片发行。专辑完全由泰勒本人制作，Playboi Carti、Lil Uzi Vert、索兰格、坎耶·韦斯特和杰罗德·卡迈克尔等人客串献声。继泰勒上一张专辑《花樣男孩》（2017年）发行后，这张专辑主要在加利福尼亚州录制，2017年至2019年期间也在意大利科莫湖和亚特兰大进行了录音。
乐评人指出，《Igor》延续了《Flower Boy》中建立的嘻哈和新灵魂乐风格，同时也融入了节奏布鲁斯和放克的影响。评论家们还注意到专辑中使用了大量的合成器和低保真人声。在主题上，《Igor》讲述了一个以标题人物及其男性恋人为中心的三角恋故事。专辑采用了“伊果”的人物原型，探讨了与爱情相关的主题，例如心碎、失落和嫉妒。
为了宣传专辑，造物主泰勒发行了单曲《Earfquake》，这首歌在美国告示牌百强单曲榜上排名第13位，成为他排名最高的单曲。在发行首周，《Igor》以165,000张专辑等价单位的销量空降美国告示牌二百强专辑榜榜首，成为造物主泰勒的第一张美国冠军专辑。这张专辑得到乐评人的广泛好评，被许多刊物列入2019年度最佳专辑榜单，并在2020年格莱美奖上获得了最佳说唱专辑奖，这是泰勒的第一个格莱美奖。

## 背景与录制
专辑的创作始于2017年，泰勒最初为加拿大歌手贾斯汀·比伯和巴巴多斯歌手蕾哈娜创作了歌曲《Earfquake》，但两人都拒绝了这首歌。歌曲《I Think》是在意大利科莫湖录制，并得到了美国歌手索兰格的帮助。在与美国说唱歌手ASAP Ferg的录音期间，泰勒在休息时写下了《Running Out of Time》，肯德里克·拉马尔对泰勒的歌声表示赞赏后，他感觉到放心。泰勒在2013年为他的第二张录音室专辑《Wolf》巡演时制作了《Gone, Gone / Thank You》的伴奏，并选择将这首歌从《甜心炸彈》和《花樣男孩》中剔除，因为他觉得它不适合这两张专辑。
在2018年秋冬季刊接受《Fantastic Man》采访时，泰勒被问及是否恋爱过，他回答说：“我不想谈论这个。嗯，那是下一张专辑的内容。”2018年10月，泰勒在接受《Fast Company》采访时预告了歌曲《Running Out of Time》。
2019年4月26日，索尼的一份补充财务报告显示，泰勒的新专辑预计将于6月底发行。2019年5月初，泰勒发布了歌曲《Igor's Theme》和《What's Good》的片段。2019年5月6日，泰勒通过他的社交媒体账号首次宣布了这张专辑。

## 作品内容
《滚石》杂志作者Danny Schwartz将《Igor》描述为“节奏布鲁斯、放克和说唱的丰富而杂乱的混合体”。这张专辑充满了合成器的声音，带有新灵魂乐的旋律和低混音的人声。

## 主题与叙事
这张专辑讲述了一个三角恋的故事，泰勒爱上了一个男人，而这个男人同时也在和一个女人约会，这个女人正把他从泰勒身边拉走。美国喜剧演员傑洛·卡麥克担任专辑的叙述者，随着专辑的进行，他用简短的台词来解释泰勒和标题人物伊果的心理状态。卡迈克尔首次出现在专辑的第四首曲目《Exactly What You Run from You End Up Chasing》中。
虚拟人物伊果在歌曲《Igor's Theme》和《What's Good》中被提及。虚拟人物伊果来源于哥特式人物“伊果”原型（这一人物曾经出现在《科學怪人之子》等电影作品中），代表了泰勒内心深处更黑暗、更冷漠的一面。当泰勒为他的依恋对象倾注所有真心、然而他的依恋对象仍然把注意力放在他的前女友的时候，伊果出现了。伊果的出现中止了泰勒在专辑前半部分纠缠的强烈浪漫情感。

## 宣传

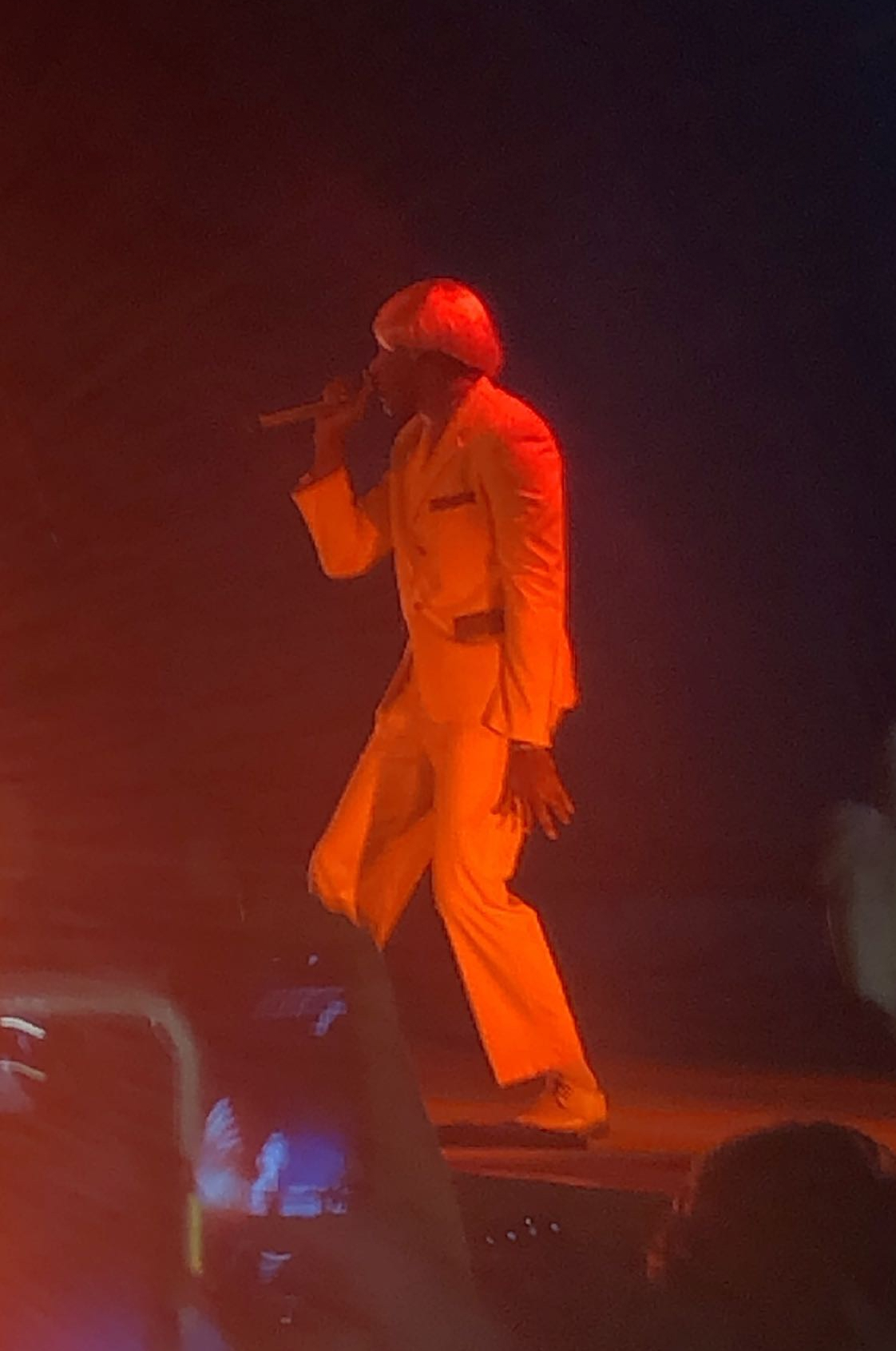
泰勒在演唱会上的表演 (2019)

歌曲《Earfquake》的音乐录影带于2019年5月17日与专辑同步发行。 它于2019年6月4日作为专辑在美国的主打单曲被送往节奏当代音乐电台。2019年6月3日，泰勒宣布了他即将举行的专辑巡演Igor巡演，贾登·史密斯、血橙和GoldLink将作为嘉宾参与。

### 其他歌曲
专辑第七首曲目《A Boy is a Gun*》的短片于2019年5月13日发布。该歌曲的完整音乐录影带于2019年9月16日发布。2019年10月24日，专辑第三首曲目《I Think》的音乐录影带发布。

### 影像专辑
2019年8月14日，Apple Music发布了影像专辑《Apple Music Presents: Tyler, the Creator》。这张专辑收录了11段影片，均来自泰勒于2019年5月进行的《Igor》的首场现场演出。

## 专业评价
| 綜合得分         | 綜合得分 |
| 來源             | 評分     |
| ---------------- | -------- |
|                  | 7.9/10   |
|                  | 81/100   |
| 評論得分         |          |
| 來源             | 評分     |
| AllMusic         | [ 21 ]   |
| 《Clash》        | 8/10     |
| 《Consequence》  | A−       |
| 《卫报》         | [ 24 ]   |
| 《HipHopDX》     | 4.4/5    |
| 《独立报》       | [ 26 ]   |
| 《新西兰先驱报》 | [ 27 ]   |
| 《NME》          | [ 28 ]   |
| 《Pitchfork》    | 8.0/10   |
| 《滚石》         | [ 1 ]    |

《Igor》获得了广泛的乐评人好评。在Metacritic网站上，该专辑基于18条评论获得了81分的标准分（满分100分）。评分汇总网站AnyDecentMusic?基于评论共识给出了7.9分（满分10分）。
《独立报》的Roisin O'Connor给出了正面评价，她表示：“这张的制作非常出色。泰勒从来就不是一个墨守传统歌曲结构的人，但在《IGOR》这张作品中，他如同米诺陶洛斯一样引诱你穿越一个充满惊奇转折的迷宫，把你带入惊险的未知世界……这是泰勒迄今为止最好的作品”。AllMusic的Andy Kellman认为：“泰勒和一众伴唱贡献出的成果不负众望、令人震撼：一张蕴含活跃创作能量和伤感情绪的作品，其中展现出的伤悲、脆弱易感和冲动不亚于一张古典灵魂乐专辑”。《HipHopDX》的Danial Spielberger表示：“在《Igor》中，泰勒展示了他多年来精进的朦胧流行风格的更成熟版本。尽管有些人可能会因为他变得更像歌手而不是说唱歌手而感到失望，但这种类型的项目应该鼓励更多艺人放弃标签，接受挑战”。《滚石》的评论家Danny Schwartz表示：“《Igor》是一张真诚的专辑，泰勒在其中卸下了防备，展现出他已经从低俗的网络牛仔完全蜕变为一位成长中的变形艺人”。NME的Sam Moore表示：“《Igor》是一张出色而常听常新的唱片，非常值得你放下手机，关掉电视，全神贯注地聆听”。《Clash》的Nick Roseblade写道：“他之前专辑中标志性的强烈节奏、尖锐的歌词以及愤怒和攻击感，已经被更慢的节奏和令人无法抗拒的灵魂乐旋律所取代。起初，这种音调和节奏的变化令人感到不适应，你会期待专辑节奏加快。但随着专辑的进行，你会逐渐融入其中，并喜欢上这个全新的泰勒”。
Sputnikmusic的Rowan5215在评论中写道，《IGOR》未必是泰勒的最佳作品。他称赞了《I Think》和《A Boy Is a Gun》这两首曲目，以及这张专辑的“极简主义”风格，但他认为这一风格的运用在像《Running Out of Time》这样的歌曲中会感觉重复。在一篇褒贬不一的评论中，《卫报》的Dean Van Nguyen赞赏了这张专辑的独创性，但觉得它缺乏泰勒过去作品中令人难忘的特质，最终称《IGOR》是一场“展现了独创性的精彩表演”，但这张作品不总是能够在听众的脑海中留下深刻印象。

### 年终榜单
| 刊物          | 榜单              | 排名 | Ref.   |
| ------------- | ----------------- | ---- | ------ |
| 《告示牌》    | 2010年代100佳专辑 | 54   | [ 31 ] |
| 《告示牌》    | 2019年50佳专辑    | 7    | [ 32 ] |
| 《Complex》   | 2019年最佳专辑    | 1    | [ 33 ] |
| 《卫报》      | 2019年50佳专辑    | 5    | [ 34 ] |
| 《独立报》    | 2019年50佳专辑    | 6    | [ 35 ] |
| 《NME》       | 2019年50佳专辑    | 2    | [ 36 ] |
| 《Now》       | 2019年10佳专辑    | 2    | [ 37 ] |
| 《Pitchfork》 | 2019年50佳专辑    | 23   | [ 38 ] |
| 《滚石》      | 2019年50佳专辑    | 12   | [ 39 ] |
| 《Slant杂志》 | 2019年25佳专辑    | 23   | [ 40 ] |
| Sputnikmusic  | 2019年50佳专辑    | 15   | [ 41 ] |

### 行业奖项
| 颁奖典礼           | 年份 | 奖项         | 结果 | Ref.   |
| ------------------ | ---- | ------------ | ---- | ------ |
| 黑人娱乐电视嘻哈奖 | 2019 | 年度专辑     | 提名 | [ 42 ] |
| 格莱美奖           | 2020 | 最佳说唱专辑 | 獲獎 | [ 43 ] |

## 争议
尽管在2020年格莱美奖上赢得了最佳说唱专辑，但泰勒坚称《Igor》应该被认为是一张流行专辑，并批评格莱美选择将他归入说唱和都市音乐类别是出于种族动机，是一种“拐弯抹角的恭维”。

## 商业成绩
《Igor》以165,000张专辑等价单位的销量空降美国“告示牌”二百强专辑榜榜首，其中纯专辑销量为74,000张。这是泰勒的第一张美国冠军专辑。

## 曲目列表
所有曲目由造物主泰勒（泰勒·奥康马）创作和制作，除非另有说明。
| 《Igor》曲目列表 | 《Igor》曲目列表                             | 《Igor》曲目列表                                                                | 《Igor》曲目列表 |
| 曲序             | 曲目                                         | 词曲                                                                            | 时长             |
| ---------------- | -------------------------------------------- | ------------------------------------------------------------------------------- | ---------------- |
| 1.               | Igor's Theme                                 | 泰勒·奥康马 Symere Woods                                                        | 3:20             |
| 2.               | Earfquake                                    | 奥康马 Jordan Carter                                                            | 3:10             |
| 3.               | I Think                                      | 奥康马 Bodiono Nkono Télesphore [a] Bibi Mascel [a]                             | 3:32             |
| 4.               | Exactly What You Run from You End Up Chasing |                                                                                 | 0:14             |
| 5.               | Running Out of Time                          |                                                                                 | 2:57             |
| 6.               | New Magic Wand                               |                                                                                 | 3:15             |
| 7.               | A Boy Is a Gun                               | 奥康马 Bobby Dukes [b] Bobby Massey （ 英语 ： The O'Jays） [b] Lester Allen McKenzie [b] | 3:30             |
| 8.               | Puppet                                       | 奥康马 坎耶·韦斯特 Mick Ware [c] David Smith （ 英语 ： Part Time (band)） [c]                  | 2:59             |
| 9.               | What's Good                                  |                                                                                 | 3:25             |
| 10.              | Gone, Gone / Thank You                       | 奥康马 Cullen Omori （ 英语 ： Smith Westerns） [d] 艾伦·欧迪 （ 英语 ： Alan O'Day） [d] 山下达郎 [d]  | 6:15             |
| 11.              | I Don't Love You Anymore                     |                                                                                 | 2:41             |
| 12.              | Are We Still Friends?                        | 奥康马 艾尔·格林 [e]                                                            | 4:25             |
| 总时长：         | 总时长：                                     | 总时长：                                                                        | 39:43            |

| CD、黑胶和磁带发行版 | CD、黑胶和磁带发行版 | CD、黑胶和磁带发行版                        | CD、黑胶和磁带发行版 |
| 曲序                 | 曲目                 | 词曲                                        | 时长                 |
| -------------------- | -------------------- | ------------------------------------------- | -------------------- |
| 4.                   | Boyfriend            | 奥康马 John Charles Alder （ 英语 ： Twink (musician)） [f] | 4:00                 |
| 总时长：             | 总时长：             | 总时长：                                    | 43:29                |

采样
- 《Igor's Theme》包含Head West（英语：Head West）的《Attention》和达姆·冯克（英语：Dâm-Funk）的《Scatin'》的未署名元素。[46]
- ^[a]  《I Think（英语：I Think）》包含Nkono Teles创作并演唱的《Get Down》以及Bibi Mascel创作并演唱的《Special Lady》的元素。
- 《Running Out of Time》包含Run-DMC的《Hit It Run》的采样。
- 《New Magic Wand（英语：New Magic Wand）》包含Siluetes 61创作并演唱的《Vsichni Praznj》的元素。
- ^[b]  《A Boy Is a Gun（英语：A Boy Is a Gun）》包含Ponderosa Twins Plus One（英语：Ponderosa Twins Plus One）演唱的《Bound》（由Bobby Dukes、Bobby Massey（英语：The O'Jays）和Lester Allen McKenzie创作）的片段。[47]
- ^[c]  《Puppet》包含Czar演唱的《Today》（由Mick Ware创作）的元素，以及Part Time（英语：Part Time (band)）演唱的《It's Alright With Me》（由David Smith创作）的片段。
- ^[d]  《Gone, Gone / Thank You（英语：Gone, Gone / Thank You）》包含Cullen Omori（英语：Smith Westerns）创作并演唱的《Hey Girl》的片段，并且插入了山下达郎演唱的《Fragile》（由艾伦·欧迪（英语：Alan O'Day）和山下达郎创作）。
- ^[e]  《Are We Still Friends?》包含艾尔·格林创作并演唱的《Dream》的片段。
- ^[f]  《Boyfriend》包含Twink（英语：Twink (musician)）演唱的《Fluid》（由John Charles Alder（英语：Twink (musician)）创作）的片段。

## 制作人员
名单改编自Tidal和唱片内页。

### 音乐家
- 泰勒·奥康马 – 主唱、制作、编曲
- Lil Uzi Vert – 人声 (曲目1)
- Playboi Carti – 说唱 (曲目2)
- 索兰格（英语：Solange Knowles） – 人声 (曲目3), 和声 (曲目7, 11)
- 杰罗德·卡迈克尔（英语：Jerrod Carmichael） – 人声 (曲目4), 附加人声 (曲目6, 8–10, "Boyfriend")
- 坎耶·韦斯特 – 说唱 (曲目8)
- 安东尼·埃文斯（英语：Anthony Evans (singer)） – 和声 (曲目1, 3, 10)
- 阿曼达·布朗（英语：Amanda Brown (singer)） – 和声 (曲目1, 3, 10)
- Tiffany Stevenson – 和声 (曲目1, 3, 10)
- 查理·威尔逊（英语：Charlie Wilson (singer)） – 和声 (曲目2, 11, "Boyfriend")
- 杰西·威尔逊（英语：Jessy Wilson） – 和声 (曲目2, 5, 6, 8, 10, 11)
- 瑞安·贝蒂（英语：Ryan Beatty） – 和声 (曲目3)
- 桑迪戈尔德（英语：Santigold） – 和声 (曲目4, 6, 8, "Boyfriend")
- 希洛·格林 – 和声 (曲目10)
- La Roux（英语：La Roux） – 和声 (曲目10)
- 法瑞尔·威廉姆斯 – 和声 (曲目12)
- Slowthai（英语：Slowthai） – 附加人声 (曲目9)
- Kevin Kendricks – 键盘 (曲目3), 附加键盘 (曲目7), 编钟 (曲目8)
- 杰克·怀特[50][51]

### 技术人员
- Vic Wainstein – 录音 (曲目1–3, 5–12)
- Tyler Okonma – 录音 (曲目1–3, 5–9, 11)
- Kingston Callaway – 录音 (曲目10)
- John Armstrong – 录音助理 (曲目1)
- Ben Fletcher – 录音助理 (曲目1)
- Rob Bisel – 录音助理 (曲目1, 3, 9)
- Ashley Jacobson – 录音助理 (曲目2)
- Thomas Cullison – 录音助理 (曲目2, 10)
- Josh Sellers – 录音助理 (曲目5, 6)
- Derrick Jenner – 录音助理 (曲目7)
- 尼尔·波格（英语：Neal H Pogue） – 混音
- Zachary Acosta – 混音助理
- MeMiceElfani – 混音助理
- 迈克·博齐（英语：Mike Bozzi） – 母带处理

## 榜单
| 榜单 (2019–2024)                          | 最高 排名 |
| ----------------------------------------- | --------- |
| 澳大利亞（ARIA專輯榜）                    | 3         |
| 奧地利（奧地利Ö3專輯榜）                  | 7         |
| 比利時法蘭德斯（Ultratop專輯榜）          | 5         |
| 比利時瓦隆（Ultratop專輯榜）              | 40        |
| 加拿大（《告示牌》Canadian Albums Chart） | 2         |
| 捷克（ČNS IFPI專輯榜）                    | 5         |
| 丹麥（Hitlisten專輯榜）                   | 4         |
| 荷蘭（MegaCharts專輯榜）                  | 3         |
| 芬蘭（Suomen virallinen lista專輯榜）     | 6         |
| 法國（SNEP專輯榜）                        | 43        |
| 德國（Offizielle Top 100專輯榜）          | 29        |
| 匈牙利实体专辑榜 (MAHASZ)                 | 25        |
| 愛爾蘭（IRMA專輯榜）                      | 4         |
| 義大利（FIMI專輯榜）                      | 32        |
| 拉脱维亚专辑榜 (LAIPA)                    | 1         |
| 立陶宛专辑榜 (AGATA (組織))               | 1         |
| 紐西蘭（RMNZ專輯榜）                      | 2         |
| 挪威（VG-lista專輯榜）                    | 3         |
| 波蘭（ZPAV專輯榜）                        | 40        |
| 蘇格蘭（OCC專輯榜）                       | 20        |
| 瑞典（Sverigetopplistan專輯榜）           | 5         |
| 瑞士（Schweizer Hitparade專輯榜）         | 14        |
| 英國（OCC專輯榜）                         | 4         |
| 英國（OCC節奏藍調專輯榜）                 | 3         |
| 美国（《告示牌》200）                     | 1         |
| 美國（《告示牌》Top R&B/Hip-Hop Albums）  | 1         |

| 榜单 (2019)                          | 排名 |
| ------------------------------------ | ---- |
| 澳大利亚专辑榜 (ARIA)                | 61   |
| 比利时专辑榜 (Ultratop Flanders)     | 138  |
| 丹麦专辑榜 (Hitlisten)               | 74   |
| 冰岛专辑榜 (Plötutíóindi)            | 40   |
| 美国“告示牌”二百强专辑榜             | 71   |
| 美国节奏布鲁斯/嘻哈专辑榜 (“告示牌”) | 30   |

| 榜单 (2020)                          | 排名 |
| ------------------------------------ | ---- |
| 澳大利亚专辑榜 (ARIA)                | 83   |
| 比利时专辑榜 (Ultratop Flanders)     | 160  |
| 美国“告示牌”二百强专辑榜             | 151  |
| 美国节奏布鲁斯/嘻哈专辑榜 (“告示牌”) | 98   |

| 榜单 (2021)                          | 排名 |
| ------------------------------------ | ---- |
| 澳大利亚专辑榜 (ARIA)                | 98   |
| 比利时专辑榜 (Ultratop Flanders)     | 195  |
| 美国“告示牌”二百强专辑榜             | 134  |
| 美国节奏布鲁斯/嘻哈专辑榜 (“告示牌”) | 94   |

| 榜单 (2022)                          | 排名 |
| ------------------------------------ | ---- |
| 澳大利亚专辑榜 (ARIA)                | 55   |
| 比利时专辑榜 (Ultratop Flanders)     | 150  |
| 立陶宛专辑榜 (AGATA)                 | 28   |
| 美国“告示牌”二百强专辑榜             | 72   |
| 美国节奏布鲁斯/嘻哈专辑榜 (“告示牌”) | 37   |

| 榜单 (2023)                          | 排名 |
| ------------------------------------ | ---- |
| 澳大利亚专辑榜 (ARIA)                | 82   |
| 比利时专辑榜 (Ultratop Flanders)     | 110  |
| 美国“告示牌”二百强专辑榜             | 54   |
| 美国节奏布鲁斯/嘻哈专辑榜 (“告示牌”) | 22   |

## 销量认证
| 地區                           | 认证    | 认证单位/销量 |
| ------------------------------ | ------- | ------------- |
| 澳大利亚（澳大利亚唱片业协会） | 白金    | 70,000‡       |
| 巴西（巴西唱片業協會）         | 白金    | 40,000‡       |
| 加拿大（加拿大音乐协会）       | 白金    | 80,000‡       |
| 丹麦（國際唱片業協會丹麥分會） | 白金    | 20,000‡       |
| 法国（法國唱片出版業公會）     | 金      | 50,000‡       |
| 意大利（意大利音乐产业联盟）   | 金      | 25,000‡       |
| 墨西哥（墨西哥音像製品協會）   | 金      | 30,000‡       |
| 波兰（波蘭音像製造商協會）     | 白金    | 20,000‡       |
| 英国（英国唱片业协会）         | 金      | 100,000‡      |
| 美国（美國唱片業協會）         | 2× 白金 | 2,000,000‡    |
| ‡僅含認證的+實際銷量           |         |               |